# Back to the 80's
Singles de Aqua
We Belong to the Sea
(2001) My Mamma Said
(2009)
Pistes de Greatest Hits
My Mamma Said
Back to the 80's est un single du groupe danois Aqua. Cette chanson, extraite du best of Greatest Hits marque le retour du groupe après presque sept ans d'absence.
Les paroles de la chanson font évidemment référence aux années 1980 avec des groupes de cette époque comme Bananarama, Breakfast Club ou encore Twisted Sister, des acteurs Tom Cruise, David Hasselhoff, des personnages de séries Mister T, Rocky Balboa ou encore des jouets Rubik's cube, Barbie...
La chanson est sortie en mai 2009 au Danemark et en Norvège uniquement avec un fort succès (6 semaines consécutives numéro 1 au Danemark et 4 semaines non consécutives numéro 3 en Norvège). pour ensuite sortir internationalement en septembre 2009.
Le single est sorti en France sur les plateformes de téléchargement le 2 novembre 2009 et dans le commerce le 9 novembre 2009. C'est le seul pays où Back to the 80's bénéficie d'un support physique.

## Liste des titres
1. Back to the 80's (Radio Edit) [3:44]
2. Back to the 80's (D.J Tool's Remix) [5:28]
3. Back to the 80's (Fugitive's Retro Mastermix) [5:26]

## Clip vidéo
- Réalisateur : Peter Stenbæk
- Date de réalisation : 2009
- Lieu de réalisation : Copenhague (Danemark)
- Durée : 3:44
- DVD : Aucun
- Description :

Le clip de Back to the 80's qui est le premier clip d'Aqua depuis huit ans, montre le groupe déguisé en rockstar des années 1980 en train de jouer Back To The 80's, avec plusieurs scènes où l'on voit Lene danser.

## Classements
- Danemark : 1 (6 semaines) (semaines dans les charts : 27)
- France : 20 (1 semaines) (semaines dans les charts : 21)
- Norvège : 3 (4 semaines) (semaines dans les charts : 16)
- Suède : 25 (2 semaines) (semaines dans les charts: 5)
- Russie : 237

Source : lescharts.com